# GnomeFiles
GnomeFiles é um repositório de software para o toolkit GTK+ e o ambiente de trabalho GNOME. Foi lançado em 16 de junho de 2004, dois meses após a GNOME fechar seu repositório de softwares. É um clone admitido de BeBits, um repositório similar para o sistema operacional BeOS. GnomeFiles.org é possuído atualmente pela OSNews LLC, e seu código de fonte é licenciado por Eugenia Loli-Queru.